# ياماكاوا كيكوي
ياماكاوا كيكوي (3 نوفمبر 1890 – 2 نوفمبر 1980)، هي كاتبة وناشطة نسوية اشتراكية يابانية، ساهمت في تطوير الحركة النسوية في اليابان الحديثة.
ولدت ياماكاوا ضمن عائلة مثقفة من طبقة الساموراي، وتخرجت في عام 1912 من كلية يوشي إيغاكو يوكو الخاصة بالنساء (التي أعيدت تسميتها بكلية تسودا في عام 1948). تزوجت في عام 1916 من الناشط الشيوعي والمناظر ياماكاوا هيتوشي، الذي ساهم بتأسيس الحزب الشيوعي الياباني قبل الحرب في عام 1922، وتولى زعامة فصيل العمال والمزارعين.
ساهمت كيكوي في تطوير الحركة النسوية في فترة ما قبل الحرب، شغلت منصب عضو مؤسس في جمعية الموجة الحمراء (سيكيرانكاي)، أول منظمة نسوية اشتراكية في اليابان، وكانت واحدة من أبرز النساء الاشتراكيات. اشتهرت في المناظرات بمواقفها حول مواضيع مثل الدعارة والأمومة، والتي تحدت فيها باستمرار النسويات الليبراليات (اللواتي أطلقت عليهن النسويات البرجوازيات)، وخاضت معهن نقاشات حول إمكانية حصول المرأة على حقوقها الكاملة داخل النظام الرأسمالي. في المقابل شاركت كيكوي في المنظمات الاشتراكية التي يهيمن عليها الذكور وكانت صوت النساء داخل تلك المنظمات، لم تقل هذه المساهمة أهميةً عن مناظراتها النسوية.
تولت منصب رئيسة مكتب المرأة والقاصرين في وزارة العمل بعد نهاية الحرب العالمية الثانية، وكانت أول امرأة تشغل هذا المنصب الذي استمرت فيه من عام 1947 إلى عام 1951. شاركت أيضًا في النشاطات من أجل حقوق المرأة والعمال.

## نشأتها
ولدت باسم موريتا كيكوي في 3 نوفمبر 1890 في كويماتشي، طوكيو. ولد والدها، موريتا ريونوسوكي، لعائلة ساموراي في منطقة ماتسو (مدينة ماتسو الحالية، محافظة شيمان)، انضم إلى مدرسة اللغات في مدينة يوكوهاما في محافظة كاناغاوا. عمل مترجمًا في الجيش بعد أن أتقن اللغة الفرنسية، توجه بعدها إلى تجارة اللحوم. والدتها هي موريتا تشيس، ابنة أوياما إنيو، الذي كان عالمًا كونفوشيوسيًا في مجال ميتو. كان لدى تشيس شغف بالتعلم وتخرجت من مدرسة طوكيو العليا للنساء (جامعة أوتشانوميزو الحالية). تميز أشقاء ياماكاوا كيكوي بقدراتهم اللغوية؛ كانت أختها الكبرى ماتسو رائدة في مجال الإسبرانتو، وكان شقيقها الأكبر توشيو عالمًا في الأدب الألماني في اليابان.
التحقت كيكوي بكلية يوشي إيغاكو يوكو الخاصة بالنساء في طوكيو في عام 1908. زارت كيكوي مصنعًا للغزل خلال سنتها الدراسية الأولى، وصُدمت بظروف العمل القاسية التي تواجهها العاملات. لم تشكل ظروف العمل القاسية أية ردة فعل لدى المحاضرين ما أثار غضب كيكوي التي استنكرت فكرة تقدير العاملات لعملهن على الرغم من ظروفه الصعبة. بدأت كيكوي التفكير بالمشاكل التي تعانيها العاملات ومحاولة إيجاد الحلول لهذه المشاكل. تحولت هذه التجربة إلى مسار عملها المستقبلي وأيقظتها على الاشتراكية والعلوم الاجتماعية. تخرجت كيكوي في عام 1912، وعملت بدوام جزئي في دارٍ للنشر، وشاركت في إنشاء وترجمة قاموس باللغة الإنجليزية.

## دورها كمفكرة وناقدة نسوية

### الجدل حول إلغاء الدعارة (1915-1916)
دخلت كيكوي إلى عالم النقاد لأول مرة باسم أوياما كيكوي، وشاركت ضمن المناظرة الأكبر حول إلغاء الدعارة مع الناشطة النسوية اليابانية إيتو نوي، نشرت المناظرة في مجلة سيتو، أول مجلة أدبية نسائية في اليابان. انتقدت إيتو نوي حركة المنظمة النسائية المسيحية لإلغاء الدعارة المرخصة من قبل الحكومة، واعتبرتها حركة منافقة لمحاولتها إلغاء الدعارة العامة من وجهة نظر تقدير العذرية والعفة. عارضت إيتو النظر باستخفاف إلى صناعة الجنس، وحل المشكلة بمجرد أخذ الوظائف من العاملين في هذا المجال. لم تتفق كيكوي مع إيتو حول معارضتها الكاملة للحركة المسيحية الهادفة إلى إلغاء الدعارة العلنية، وقسمت الحركة النساء إلى فئتين. اعتبرت كيكوي أن التاريخ الطويل للدعارة لا يبرر وجود هذه الصناعة، وأن الدعارة المرخصة ليست النظام الذي أنشأته المطالب الطبيعية للرجال ولكنه أنشئ وفقًا للنظام الاجتماعي الذي يقبل عدم المساواة بين الرجل والمرأة، وأكدت رفضها على ترسيخ هذا النظام الذي يظلم المرأة على حساب تعزيز رغبات الرجل الغريزية. تطرقت كيكوي أيضًا على قضية الدعارة الخاصة، وأكدت أن نظام الدعارة يعتمد على التفاوت بين الأغنياء والفقراء الناتج عن إنشاء نظام الملكية الخاصة وسيطرة الرجال على النساء. أشارت أيضًا إلى المعايير المزدوجة للحياة الجنسية الأنثوية في مجتمع ذكوري وأبوي. باختصار، لم تعتقد كيكوي أن الحركة المسيحية ستؤدي إلى إلغاء الدعارة المرخصة. بل اعتقدت أن ذلك سيتحقق بإلغاء الرأسمالية وهيمنة الرجل على المرأة.

### الجدل حول حماية الأمومة (1918-1919)
استضافت مجلات مثل فوين كورون (منتدى المرأة)، وتايو (الشمس) نقاشًا مثيرًا للجدل حول حماية الأمومة. شاركت في المناقشة نسويات يابانيات مشهورات من ضمنهم كيكوي، وغيرها مثل يوسانو أكيكو، وهيراتسوكا رايتشو، ويامادا واكا. تضمنت المناقشات بشكل عام وجهتي نظر. أكدت يوسانو على ضرورة تحقيق الاستقلال الاقتصادي للمرأة من أجل تحريرها. بينما رأت هيراتسوكا أنه من المستحيل أو الصعب دمج الأمومة مع العمل. نظرت هيراتسوكا إلى الولادة وتربية الأطفال على أنها مشاريع وطنية واجتماعية، ما يحتم ضرورة دعم الأمومة وحمايتها من قبل الحكومة.

### وجهات نظر متعددة ضد التمييز
اعتمدت ياماكاوا كيكوي، بصفتها ناشطة نسوية اجتماعية، وجهات نظر متعددة ضد التمييز (التمييز الجنسي، والعنصري، والطبقي) واتخذت موقفًا ضد الاستعمار والإمبريالية. أصدر قانون حق الاقتراع العام في عام 1925، والذي ألغى بدوره تقييد حقوق التصويت على أساس دفع الضرائب، ومنح الحق في التصويت لجميع الرجال الذين تزيد أعمارهم عن 25 عامًا. لكنه لم يسمح للنساء بالمشاركة بالسياسة. تشكلت حركة بقيادة شين فوين كيكوي (جمعية المرأة الجديدة)، ودفعت الحكومة إلى تغيير القانون الذي يمنع النساء من الانضمام إلى التجمعات السياسية. تشكلت بعدها مجموعة دراسة سياسية لإعادة تأسيس الحزب الشيوعي الياباني، شارك بهذه الدراسة مجموعة من النساء النسويات بما في ذلك ياماكاوا كيكوي. لم تكن التوجهات السياسية التي قدمتها هذه المجموعة كافية ما دفع كيكوي إلى تقديم طلب للمساواة بين بالحقوق بين الجنسين.

## في زمن الحرب: انتقاد الاستعمار والنسوية الإمبريالية
ضرب زلزال كبير، زلزال كانتو العظيم، منطقة كانتو، بما في ذلك طوكيو في عام 1923. انتشرت بعدها شائعة مفادها أن الكوريين قد سمموا بئرًا. قُتل الكثير من الكوريين والصينيين والتايوانيين على يد الشرطة العسكرية والحراس الذين صدقوا الشائعة. انتقدت ياماكاوا الشرطة العسكرية والحراس على هذه التصرفات. تغيرت توجهات النساء النسويات خلال زمن الحرب، وبدا أن النسويات اليابانيات المشهورات والمطالبات بحق المرأة في التصويت قد تخلين عن موقفهن المعارض واعتنقن القومية، بهدف الحصول على حقوق المرأة وتحسين وضعها. كانت ياماكاوا واحدة من الناشطات القلائل في مجال حقوق المرأة قبل الحرب الذين لم يدعموا إجراءات الدولة أو تعبئة الدولة للنساء.

## رئيسة مكتب النساء والقاصرين (1947-1951)
انضمت ياماكاوا كيكوي وزوجها هيتوشي إلى الحزب الاشتراكي الياباني بعد انتهاء الحرب العالمية الثانية. أعادت حكومة كاتاياما تيتسو تنظيم وزارة العمل، وأنشأت مكتب النساء والقاصرين التابع للوزارة، طُلب حينها من ياماكاوا أن تشغل منصب أول رئيس للمكتب. خدمت في هذا المنصب من عام 1947 إلى عام 1951. انخرطت بعدها في أبحاث تحرير المرأة وقضايا المرأة مع الباحثين الشباب بالإضافة إلى نشر وتنظيم لجان قضايا المرأة. توفيت نتيجة سكتة دماغية عن عمر يناهز 90 عامًا في عام 1980. أنشأت مجموعة من النساء المعجبات بعملها منظمة ياماكاوا كيكوي التذكارية التي لا تزال موجودة حتى اليوم.